# Torneo de Memphis
El Torneo de Memphis reúne las competiciones oficiales masculinas y femeninas de tenis que se celebraban en Memphis, Tennessee, Estados Unidos. El torneo masculino (denominado comercialmente Service Master Memphis Open, o también conocido como United States Indoor Championship) pertenece a la ATP y se realizó desde el año 1971 hasta el 2017. Era parte de los torneos que conforman el ATP World Tour 250 Series. Anteriormente era conocido como Regions Morgan Keegan Championship, Kroger St. Jude Championship y Volvo Championship. En 2002 el torneo femenino de la WTA de Oklahoma City fue comprado y trasladado a Memphis, agregándose el Cellular South Cup que se jugaba en Memphis desde entonces. Ambos torneos se juegan en febrero sobre pista dura bajo techo en el recinto Racquet Club of Memphis.
El torneo se jugó sobre moqueta sintética hasta 1986, año en que cambió a superficie dura. El local Jimmy Connors y el japonés Kei Nishikori son los jugadores con más títulos ganados, con cuatro victorias cada uno.

## Palmarés

### Individual masculino
| Año  | Campeón            | Subcampeón           | Resultado            |
| ---- | ------------------ | -------------------- | -------------------- |
| 1971 | Cliff Richey       | Clark Graebner       | 6-2, 6-7, 6-1        |
| 1972 | Stan Smith         | Ilie Năstase         | 5-7, 6-2, 6-3        |
| 1973 | Jimmy Connors      | Karl Meiler          | 6-2, 4-6, 7-6        |
| 1974 | Jimmy Connors      | Frew McMillan        | 6-4, 7-5, 6-3        |
| 1975 | Harold Solomon     | Jiri Hrebec          | 2-6, 6-1, 6-4        |
| 1976 | Vijay Amritraj     | Stan Smith           | 6-2, 0-6, 6-0        |
| 1977 | Björn Borg         | Brian Gottfried      | 6-4, 6-3, 4-6, 7-5   |
| 1978 | Jimmy Connors      | Tim Gullikson        | 7-6, 6-3             |
| 1979 | Jimmy Connors      | Arthur Ashe          | 6-4, 5-7, 6-3        |
| 1980 | John McEnroe       | Jimmy Connors        | 7-6, 7-6             |
| 1981 | Gene Mayer         | Roscoe Tanner        | 6-2, 6-4             |
| 1982 | Johan Kriek        | John McEnroe         | 6-3, 3-6, 6-4        |
| 1983 | Jimmy Connors      | Gene Mayer           | 7-5, 6-0             |
| 1984 | Jimmy Connors      | Henri Leconte        | 6-3, 4-6, 7-5        |
| 1985 | Stefan Edberg      | Yannick Noah         | 6-1, 6-0             |
| 1986 | Brad Gilbert       | Stefan Edberg        | 7-5, 7-6             |
| 1987 | Stefan Edberg      | Jimmy Connors        | 6-3, 2-1, ret.       |
| 1988 | Andre Agassi       | Mikael Pernfors      | 6-4, 6-4, 7-5        |
| 1989 | Brad Gilbert       | Johan Kriek          | 6-2, 6-2, ret.       |
| 1990 | Michael Stich      | Wally Masur          | 6-7, 6-4, 7-6        |
| 1991 | Ivan Lendl         | Michael Stich        | 7-5, 6-3             |
| 1992 | MaliVai Washington | Wayne Ferreira       | 6-3, 6-2             |
| 1993 | Jim Courier        | Todd Martin          | 5-7, 7-6(4), 7-6(4)  |
| 1994 | Todd Martin        | Brad Gilbert         | 6-4, 7-5             |
| 1995 | Todd Martin        | Paul Haarhuis        | 7-6(2), 6-4          |
| 1996 | Pete Sampras       | Todd Martin          | 6-4, 7-6(2)          |
| 1997 | Michael Chang      | Todd Woodbridge      | 6-3, 6-4             |
| 1998 | Mark Philippoussis | Michael Chang        | 6-3, 6-2             |
| 1999 | Tommy Haas         | Jim Courier          | 6-4, 6-1             |
| 2000 | Magnus Larsson     | Byron Black          | 6-2, 1-6, 6-3        |
| 2001 | Mark Philippoussis | Davide Sanguinetti   | 6-3, 6-7(5), 6-3     |
| 2002 | Andy Roddick       | James Blake          | 6-4, 3-6, 7-5        |
| 2003 | Taylor Dent        | Andy Roddick         | 6-1, 6-4             |
| 2004 | Joachim Johansson  | Nicolas Kiefer       | 7-6(5), 6-3          |
| 2005 | Kenneth Carlsen    | Max Mirnyi           | 7-5, 7-5             |
| 2006 | Tommy Haas         | Robin Söderling      | 6-3, 6-2             |
| 2007 | Tommy Haas         | Andy Roddick         | 6-3, 6-2             |
| 2008 | Steve Darcis       | Robin Söderling      | 6-3, 7-6(5)          |
| 2009 | Andy Roddick       | Radek Štěpánek       | 7-5, 7-5             |
| 2010 | Sam Querrey        | John Isner           | 6-7(3) 7-6(5), 6-3   |
| 2011 | Andy Roddick       | Milos Raonic         | 7-6(6), 6-7(11), 7-5 |
| 2012 | Jürgen Melzer      | Milos Raonic         | 7-5, 7-6(5)          |
| 2013 | Kei Nishikori      | Feliciano López      | 6-2, 6-3             |
| 2014 | Kei Nishikori      | Ivo Karlović         | 6-4, 7-6(0)          |
| 2015 | Kei Nishikori      | Kevin Anderson       | 6-4, 6-4             |
| 2016 | Kei Nishikori      | Taylor Fritz         | 6-4, 6-4             |
| 2017 | Ryan Harrison      | Nikoloz Basilashvili | 6-1, 6-4             |

### Individual femenino
| Año  | Campeona                | Subcampeona             | Resultado        |
| ---- | ----------------------- | ----------------------- | ---------------- |
| 1986 | Marcella Mesker         | Lori McNeil             | 6-4, 4-6, 6-3    |
| 1987 | Elizabeth Smylie        | Lori McNeil             | 4-6, 6-3, 7-5    |
| 1988 | Lori McNeil             | Brenda Schultz-McCarthy | 6-3, 6-2         |
| 1989 | Manon Bollegraf         | Leila Meskhi            | 6-4, 6-4         |
| 1990 | Amy Frazier             | Manon Bollegraf         | 6-4, 6-2         |
| 1991 | Jana Novotná            | Anne Smith              | 3-6, 6-3, 6-2    |
| 1992 | Zina Garrison Jackson   | Lori McNeil             | 7-5, 3-6, 7-6    |
| 1993 | Zina Garrison Jackson   | Patty Fendick           | 6-2, 6-2         |
| 1994 | Meredith McGrath        | Brenda Schultz-McCarthy | 7-6(6), 7-6(4)   |
| 1995 | Brenda Schultz-McCarthy | Elena Likhovtseva       | 6-1, 6-2         |
| 1996 | Brenda Schultz-McCarthy | Amanda Coetzer          | 6-3, 6-2         |
| 1997 | Lindsay Davenport       | Lisa Raymond            | 6-4, 6-2         |
| 1998 | Venus Williams          | Joannette Kruger        | 6-3, 6-2         |
| 1999 | Venus Williams          | Amanda Coetzer          | 6-3, 6-0         |
| 2000 | Monica Seles            | Nathalie Dechy          | 6-1, 7-6(3)      |
| 2001 | Monica Seles            | Jennifer Capriati       | 6-3, 5-7, 6-2    |
| 2002 | Lisa Raymond            | Alexandra Stevenson     | 4-6, 6-3, 7-6(9) |
| 2003 | Lisa Raymond            | Amanda Coetzer          | 6-3, 6-2         |
| 2004 | Vera Zvonareva          | Lisa Raymond            | 4-6, 6-4, 7-5    |
| 2005 | Vera Zvonareva          | Meghann Shaughnessy     | 7-6(3), 6-2      |
| 2006 | Sofia Arvidsson         | Marta Domachowska       | 6-2, 2-6, 6-3    |
| 2007 | Venus Williams          | Shahar Peer             | 6-1, 6-1         |
| 2008 | Lindsay Davenport       | Olga Govortsova         | 6-2, 6-1         |
| 2009 | Victoria Azarenka       | Caroline Wozniacki      | 6-1, 6-3         |
| 2010 | María Sharápova         | Sofia Arvidsson         | 6-2, 6-1         |
| 2011 | Magdalena Rybarikova    | Rebecca Marino          | 6-2, ret.        |
| 2012 | Sofia Arvidsson         | Marina Erakovic         | 6-3, 6-4         |
| 2013 | Marina Erakovic         | Sabine Lisicki          | 6-1, ret.        |

### Dobles masculino
| Año  | Campeones                             | Subcampeones                          | Resultado           |
| ---- | ------------------------------------- | ------------------------------------- | ------------------- |
| 1971 | Juan Gisbert, Sr. Manuel Orantes      | Clark Graebner Thomaz Koch            | 7-6, 6-2            |
| 1972 | Andrés Gimeno Manuel Orantes          | Juan Gisbert, Sr. Vladimir Zednik     | 4-6, 6-3, 6-4       |
| 1973 | Clark Graebner Ilie Năstase           | Jürgen Fassbender Juan Gisbert, Sr.   | 6-2, 6-4            |
| 1974 | Jimmy Connors Frew McMillan           | Byron Bertram Andrew Pattison         | 7–5, 6–2            |
| 1975 | Dick Stockton Erik Van Dillen         | Mark Cox Cliff Drysdale               | 1-6, 7-5, 6-4       |
| 1976 | Vijay Amritraj Anand Amritraj         | Marty Riessen Roscoe Tanner           | 6-3, 6-4            |
| 1977 | Sherwood Stewart Fred McNair          | Robert Lutz Stan Smith                | 4-6, 7-6, 7-6       |
| 1978 | Brian Gottfried Raúl Ramírez          | Phil Dent John Newcombe               | 3-6, 7-6, 6-2       |
| 1979 | Tom Okker Wojtek Fibak                | Frew McMillan Dick Stockton           | 6-1, 6-4            |
| 1980 | John McEnroe Brian Gottfried          | Rod Frawley Tomáš Šmíd                | 6-3, 6-4            |
| 1981 | Gene Mayer Sandy Mayer                | Mike Cahill Tom Gullikson             | 6-2, 6-4            |
| 1982 | Kevin Curren Steve Denton             | John McEnroe Peter Fleming            | 6-4, 7-5            |
| 1983 | Peter McNamara Paul McNamee           | Tim Gullikson Tom Gullikson           | 6-1, 6-1            |
| 1984 | Fritz Buehning Peter Fleming          | Heinz Günthardt Tomáš Šmíd            | 7-5, 7-6            |
| 1985 | Pavel Složil Tomáš Šmíd               | Kevin Curren Steve Denton             | 6-7, 7-6, 7-6       |
| 1986 | Ken Flach Robert Seguso               | Guy Forget Anders Järryd              | 2-6, 7-6, 7-6       |
| 1987 | Anders Järryd Jonas Svensson          | Sergio Casal Emilio Sánchez           | 6-2, 6-4            |
| 1988 | Kevin Curren David Pate               | Peter Lundgren Mikael Pernfors        | 6-3, 7-5            |
| 1989 | Paul Annacone Christo Van Rensburg    | Scott Davis Tim Wilkison              | 6-4, 6-2            |
| 1990 | Darren Cahill Mark Kratzmann          | Udo Riglewski Michael Stich           | 6-3, 6-2            |
| 1991 | Michael Stich Udo Riglewski           | John Fitzgerald Laurie Warder         | 6-2, 6-7, 6-3       |
| 1992 | Todd Woodbridge Mark Woodforde        | Kevin Curren Gary Muller              | 7-6, 6-1            |
| 1993 | Todd Woodbridge Mark Woodforde        | Jacco Eltingh Paul Haarhuis           | 6-4, 4-6, 6-3       |
| 1994 | Byron Black Jonathan Stark            | Jim Grabb Jared Palmer                | 6-2, 6-4            |
| 1995 | Jared Palmer Richey Reneberg          | Tommy Ho Brett Steven                 | 7-5, 6-3            |
| 1996 | Mark Knowles Daniel Nestor            | Todd Woodbridge Mark Woodforde        | 7-6, 1-6, 6-4       |
| 1997 | Ellis Ferreira Patrick Galbraith      | Rick Leach Jonathan Stark             | 6-2, 6-3            |
| 1998 | Todd Woodbridge Mark Woodforde        | Ellis Ferreira David Roditi           | 6-4, 6-2            |
| 1999 | Todd Woodbridge Mark Woodforde        | Sébastien Lareau Alex O'Brien         | 6-4, 7-5            |
| 2000 | Justin Gimelstob Sébastien Lareau     | Jim Grabb Richey Reneberg             | 6-4, 6-4            |
| 2001 | Bob Bryan Mike Bryan                  | Alex O'Brien Jonathan Stark           | 6-2, 6-2            |
| 2002 | Brian MacPhie Nenad Zimonjić          | Bob Bryan Mike Bryan                  | 6-3, 3-6, [10-4]    |
| 2003 | Mark Knowles Daniel Nestor            | Bob Bryan Mike Bryan                  | 6-2, 7-6            |
| 2004 | Bob Bryan Mike Bryan                  | Jeff Coetzee Chris Haggard            | 6-3, 6-4            |
| 2005 | Simon Aspelin Todd Perry              | Bob Bryan Mike Bryan                  | 6-4, 6-4            |
| 2006 | Ivo Karlović Chris Haggard            | James Blake Mardy Fish                | 0-6, 7-5, [10-5]    |
| 2007 | Eric Butorac Jamie Murray             | Julian Knowle Jürgen Melzer           | 7-5, 6-3            |
| 2008 | Mahesh Bhupathi Mark Knowles          | Sanchai Ratiwatana Sonchat Ratiwatana | 7-6(5), 6-2         |
| 2009 | Mardy Fish Mark Knowles               | Travis Parrott Filip Polášek          | 7-6(7), 6-1         |
| 2010 | John Isner Sam Querrey                | Ross Hutchins Jordan Kerr             | 6-4, 6-4            |
| 2011 | Max Mirnyi Daniel Nestor              | Eric Butorac Jean-Julien Rojer        | 6-2, 6-7(6), [10-3] |
| 2012 | Max Mirnyi Daniel Nestor              | Ivan Dodig Marcelo Melo               | 4–6, 7–5, [10–7]    |
| 2013 | Bob Bryan Mike Bryan                  | James Blake Jack Sock                 | 6-1 6-2             |
| 2014 | Eric Butorac Raven Klaasen            | Bob Bryan Mike Bryan                  | 6-4, 6-4            |
| 2015 | Mariusz Fyrstenberg Santiago González | Artem Sitak Donald Young              | 5-7, 7-6(1), [10-8] |
| 2016 | Mariusz Fyrstenberg Santiago González | Steve Johnson Sam Querrey             | 6-4, 6-4            |
| 2017 | Brian Baker Nikola Mektić             | Ryan Harrison Steve Johnson           | 6-3, 6-4            |

### Dobles femenino
| Año  | Campeonas                            | Subcampeonas                              | Resultado      |
| ---- | ------------------------------------ | ----------------------------------------- | -------------- |
| 1986 | Marcella Mesker Pascale Paradis      | Lori McNeil Catherine Suire               | 2-6, 7-6, 6-1  |
| 1987 | Svetlana Parjomenko Larisa Savchenko | Lori McNeil Kim Sands                     | 6-4, 6-4       |
| 1988 | Jana Novotná Catherine Suire         | Catarina Lindqvist T. Scheuer-Larsen      | 6-4, 6-4       |
| 1989 | Lori McNeil Betsy Nagelson           | Elise Burgin Elizabeth Smylie             | ret.           |
| 1990 | Mary Lou Daniels Wendy White         | Manon Bollegraf Lise Gregory              | 7-5, 6-2       |
| 1991 | Meredith McGrath Anne Smith          | Katrina Adams Jill Hetherington           | 6-2, 6-4       |
| 1992 | Lori McNeil Nicole Provis            | Katrina Adams Manon Bollegraf             | 3-6, 6-4, 7-6  |
| 1993 | Patty Fendick Zina Garrison          | Katrina Adams Manon Bollegraf             | 6-3, 6-2       |
| 1994 | Patty Fendick Meredith McGrath       | Katrina Adams Manon Bollegraf             | 7-6, 6-2       |
| 1995 | Nicole Arendt Laura Golarsa          | Katrina Adams Brenda Schultz              | 6-4, 6-3       |
| 1996 | Chanda Rubin Brenda Schultz-McCarthy | Katrina Adams Debbie Graham               | 6-4, 6-3       |
| 1997 | Rika Hiraki Nana Miyagi              | Marianne Witmeyer Tami Jones              | 6-4, 6-1       |
| 1998 | Serena Williams Venus Williams       | Catalina Cristea Kritine Kunce            | 7-5, 6-2       |
| 1999 | Lisa Raymond Rennae Stubbs           | Amanda Coetzer Jessica Steck              | 6-3, 6-4       |
| 2000 | Kimberly Po Corina Morariu           | Tamarin Tanasugarn Elena Tatarkova        | 6-4, 4-6, 6-2  |
| 2001 | Amanda Coetzer Lori McNeil           | Janet Lee Wynne Prakusya                  | 6-3, 2-6, 6-0  |
| 2002 | Ai Sugiyama Elena Tatarkova          | Melissa Middleton Brie Rippner            | 6-4, 2-6, 6-0  |
| 2003 | Akiko Morigami Saori Obata           | Alina Jidkova Bryanne Stewart             | 6-1, 6-1       |
| 2004 | Asa Svensson Meilen Tu               | María Sharápova Vera Zvonariova           | 6-4, 7-6(0)    |
| 2005 | Miho Saeki Yuka Yoshida              | Laura Granville Abigail Spears            | 6-3, 6-4       |
| 2006 | Lisa Raymond Samantha Stosur         | Victoria Azarenka Caroline Wozniacki      | 7-6(2), 6-3    |
| 2007 | Nicole Pratt Bryanne Stewart         | Jarmila Gajdošová Akiko Morigami          | 7-5, 4-6, 10-5 |
| 2008 | Lindsay Davenport Lisa Raymond       | Angela Haynes Mashona Washington          | 6-3, 6-1       |
| 2009 | Victoria Azarenka Caroline Wozniacki | Yuliana Fedak Michaella Krajicek          | 6-1, 7-6(2)    |
| 2010 | Vania King Michaella Krajicek        | Bethanie Mattek-Sands Meghann Shaughnessy | 7-5, 6-2       |
| 2011 | Olga Govortsova Alla Kudryavtseva    | Andrea Hlavackova Lucie Hradecka          | 6-3, 4-6, 10-8 |
| 2012 | Andrea Hlaváčková Lucie Hradecká     | Vera Dushevina Olga Govortsova            | 6–3, 6–4       |